# Magán
Magán è un comune spagnolo di 3 202 abitanti situato nella comunità autonoma di Castiglia-La Mancia.

## Toponomastica
Il termine “Magán” sembra derivare da un antroponimo in seguito alla scoperta di alcune iscrizioni latine. Palomar propone la radice Mac- che deriverebbe da *mak-, “crescere”, presente nelle lingue celtiche, greche, latine e germaniche.

## Geografia
Il comune si trova “in una zona bassa e riparata dai venti orientali”. Appartiene alla regione di La Sagra e confina con i comuni di Cabañas de la Sagra, Villaluenga de la Sagra, Villaseca de la Sagra, Mocejón e Olías del Rey, tutti a Toledo.
Il nome Magán è di origine iraniana. Nell'attuale posizione della città, esisteva un castello di cavalieri-sacerdoti sufi chiamato “Magán” (potremmo dire equivalente ai monaci-sacerdoti templari). Questo castello fu conquistato dalle truppe di García Ibáñez, che giunsero dalle montagne asturiane e leonesi per unirsi alle truppe di Alfonso VI nella conquista di Toledo. García Ibáñez ricevette il suo feudo con il nome di Magán (testi storici consultati nella Biblioteca Nazionale dall'autore di queste righe: Julio Ignacio Magán).